# Patsy Parisi
Pasquale „Patsy” Parisi (n. cca. 1957), interpretat de Dan Grimaldi, este un personaj fictiv în seria televizată distribuită de HBO, Clanul Soprano. Patsy este contabil în banda lui Tony Soprano, fiind văzut deseori cum calculează finanțele grupului fie la clubul Bada Bing, fie la măcelăria Satriale's. Este de asemenea „soldat” ducând la bun sfârșit numeroase sarcini în familia mafiotă Soprano. Pe lângă aceasta, el le procură prietenilor și asociaților costume italiene de cea mai bună calitate. Deși personajul Patsy Parisi nu are foarte multe replici, el este văzut destul de des pe ecran fiind asemănat din acest punct de vedere cu Carlo Gervasi, alt personaj despre care nu se știu prea multe - și el membru al clanului Soprano. Patsy este singurul mafiot din grupul lui Tony care poartă ochelari și pe care nu îl vedem niciodată fumând țigări sau trabucuri. Pentru vârsta sa pare într-o formă fizică mai bună decât a majorității grupului.